# Desire (luchadora)
Kimberly Nielsen (Falmouth, Míchigan; 2 de junio de 1973) es una ex luchadora profesional y valet estadounidense, más conocida por su nombre de ring Desire.

## Carrera
Después de una carrera como competidora de fitness, que incluyó el octavo puesto en el concurso de Miss Galaxia 2000, Nielsen comenzó a entrenar bajo la dirección de Dusty Rhodes para una carrera en la lucha libre profesional. Debutó el 25 de agosto de 2001 en un combate por equipos mixtos para el Turnbuckle Championship Wrestling de Rhodes, donde ella y Jorge Estrada derrotaron a Leilani Kai y Lodi en un combate por equipos intergénero.
Nielsen firmó un contrato de desarrollo con World Wrestling Entertainment en abril de 2002. Luchó en múltiples combates en los espectáculos de la casa junto con combates oscuros en las grabaciones de televisión de Jakked, enfrentándose a oponentes como Dawn Marie e Ivory. Fue enviada al territorio de desarrollo de la WWE Heartland Wrestling Association, pero fue liberada de su contrato después de que la HWA fuera retirada como territorio de desarrollo en julio de 2002.
Nielsen debutó en NWA Total Nonstop Action el 12 de diciembre de 2002 como "Every Man's Desire", valet de Sonny Siaki y miembro de Sports Entertainment Xtreme. Debutó el 15 de enero de 2003, derrotando a April Hunter en un combate. A continuación, comenzó una disputa con Trinity, que dio lugar a que Desire formara equipo con Siaki en una serie de combates contra Trinity y Kid Kash. En junio de 2003, durante un combate oscuro, se rompió la espalda tras recibir un fisherman suplex sobre el borde del ring. Pasó diez meses de recuperación antes de volver a la televisión en abril de 2004.
Tras su regreso, reanudó su lucha con Trinity. El 23 de junio, Desire fue derrotada por Trinity en un combate en camilla con la ayuda del debutante Big Vito. Como resultado, el 7 de julio, Trinity y Big Vito se unieron para derrotar a Desire y Siaki en un combate por equipos. Su última aparición con la empresa fue el 8 de septiembre de 2004 en un combate de 3 contra 3, donde hizo equipo con Erik Watts y Siaki para derrotar a Abyss, Alex Shelley y Goldy Locks.
En febrero de 2005, Desire apareció con la promoción Ring of Glory en Chickamauga (Georgia), derrotando a Traci Brooks. Se retiró a finales de ese año después de sentirse incómoda con los golpes tras su lesión de espalda, además de quedarse embarazada de su tercer hijo.

## Vida personal
Nilesen tiene tres hijos. Durante su tercer embarazo, Nielsen engordó 36 kg. Tras estar descontenta por su sobrepeso y por sugerencia de su entonces pareja, el también luchador Sonny Siaki, Nielsen se presentó con éxito al concurso The Biggest Loser. Con un peso inicial de 252 libras, fue la subcampeona de la temporada, perdiendo 118 libras para el final de la misma.